# 14174 Deborahsmall
A 14174 Deborahsmall (ideiglenes jelöléssel 1998 VO13) a Naprendszer kisbolygóövében található aszteroida. A LINEAR projekt keretében fedezték fel 1998. november 10-én.